# 库尔伙伴合唱团
库尔伙伴合唱团（英語：Kool & the Gang）是一个美国爵士、蓝调、灵魂乐、疯克和迪斯科音乐组合，最初于1964年在新泽西州泽西市成立，名为Jazziacs。
在他们的音乐生涯中，经历了几个阶段，从最初的纯正爵士音乐，到后来的疯克音乐和R&B，再到pop-funk合奏组，最后在千禧之年以一种现代electro-pop带来了创新。
他们的专辑全球销量超过7000万张。
多年来，组合的主要成员包括男低音吉他手Robert Bell（改信伊斯蘭教後改名Muhammad Bayyan）和次中音萨克斯管手罗纳尔多·贝尔（Ronald Bell，改信伊斯蘭教後改名Khalis Bayyan）兄弟、主唱歌手James "J.T." Taylor、鼓手乔治·布朗、小号拉里·吉滕斯，中音萨克斯管手丹尼斯·托马斯、吉他手Claydes·查尔斯·史密斯、三角铁手马克·布拉克和键盘手里克·威斯特。Bell兄弟的父亲Bobby和叔叔Tommy曾经是拳击手。他们搬到纽约来培训，和塞隆尼斯·孟克住在同一栋公寓里，在Robert出生时，孟克成了他的教父。迈尔斯·戴维斯会顺便拜访，因为他想成为一名拳击手。他们会偶尔和麦考伊·泰纳、法罗·桑德斯和莱昂·托马斯一起演奏。

## 成立和早期的成功
1964年，十三岁的Robert·贝尔和他哥哥Ronald以及五个高中朋友组成了一个叫Jazziacs的乐队。他们每个星期天在一个小剧院演奏爵士乐。在1967年他们改变名字为“库尔火焰合唱团”（“Kool & the Flames”），并在1969年改为“库尔伙伴合唱团”（“Kool & the Gang”，为了避免与詹姆斯·布朗的Famous Flames混淆），在1969年与Gene Redd唱片公司签约，发布专辑《De-Lite》。

## 国际成功
乐队第一次登上R&B音乐榜是凭借他们同名的出道专辑。几场演唱会和专辑之后，凭借1973的《野外与和平》（Wild and Peaceful）专辑中的《时髦的东西》、《丛林不羁》和《好莱坞摆动》打入主流。许多评论认为库尔伙伴合唱团1974年的专辑《世界的光》（“Light of Worlds”），以及1975年的《不羁的精神》（“Spirit of the Boogie”）是乐队的最伟大的成就。凭借1975年的单曲《夏季疯狂》（“Summer Madness”）获得了更多关注。然而，乐队发布这些专辑后放弃了疯克音乐而转向了pop-funk和迪斯科音乐。
1970年代末库尔伙伴合唱团维持了一段时间的平静，除了专辑《芝麻开门》（Open Sesame），以及同名专辑主打歌《芝麻开门》，作为周末夜狂热配乐取得了一些成功。之后新主唱詹姆斯加入组合，1979年发行了《女士之夜》（Ladies' Night）。其中一个是专辑《Celebrate!》的单曲《Celebration》，和Eumir Deodato共同创作。在1980年代早期有更多的国际主打歌，包括《大乐趣》、《下来》、《乔安娜》。1984年，专辑《紧急》产生了四首排名前20名的流行单曲，包括《新鲜》和《珍惜》。在《永远》之后，他们在排行榜上停止出现。1988年，泰勒离开了该组合单飞。1996年，他又回归，并发行专辑《事态》，并没有多大的商业影响。泰勒在2001年再次离开，恢复了他的单飞生涯。

## 今天的库尔伙伴合唱团
库尔伙伴合唱团的原始成员，Bell兄弟，Brown和Thomas仍然在组合里。组合里原来的键盘乐器演奏者Rick West，1976年组建了自己的乐队，于1985年去世。吉他手Guitarist Claydes Smith病故于2006年6月20日，享年57岁，取而代之的是Bells的最小的弟弟Amir Bayyan，他是Kay-Gees的前领队。原始小号演奏者Robert Mickens，由于健康状况不佳在1986年退休，并于2010年11月2日去世，享年59岁。库尔伙伴合唱团在1976年很快补充了 Larry Gittens和Spike Mickens。长期与组合成员继续演奏和录音的包括柯蒂斯·威廉姆斯（键盘手）和额外的小号手迈克尔·雷。
《丛林不羁》出现在昆汀·塔伦蒂诺电影《低俗小说》的配乐中，而在《卧底兄弟》电影配乐中則與另一首歌《女士之夜》同時被採用。乐队在2007年发行了专辑《仍然库尔》（Still Kool）。《好莱坞摆动》被DJ库尔的歌曲《Let Me Clear My Throat》，说唱歌手Mase的歌曲《感觉很好》和Too Short的歌曲《Money In The Ghetto》采样。
库尔&团伙的1974年专辑《Light of Worlds》中的《夏季疯狂》已经被无数次采样。它被DJ爵士杰夫和新鲜王子（DJ Jazzy Jeff and the Fresh Prince）用于他们1991年的单曲《夏天》。《夏季疯狂》也出现在1976年的电影《洛奇》中。伦敦彩虹剧院的现场版本跟踪记录在1976年被发行于专辑《爱&理解》(De-Lite DEP 2018)。追踪新人类的专辑《Live at PJ's》已被广泛采样，这些艺术家有：Boogie Down Productions、Brand Nubian、De La Soul、探索一族、Nas、N.W.A和Kris Kross。这首歌也被杰梅因·杜普里采样，用于歌曲《我们只是想和你聚会》，这首歌曲成为1997年电影《黑衣人》的配乐，並收錄於電影原聲专辑中。
2013年，他们发布了他们的第一个圣诞节专辑，《库尔的假期》（Kool for the Holidays）。